# Fritz Franke (Fußballspieler)
Fritz Franke (Lebensdaten unbekannt) war ein deutscher Fußballspieler.

## Karriere

### Vereine
Franke gehörte dem Chemnitzer BC als Stürmer an, für den er in den vom Verband Mitteldeutscher Ballspiel-Vereine organisierten Meisterschaften in der Saison 1926/27 im Gau Mittelsachsen Punktspiele bestritt.
Als Meister mit vier Punkten vor dem SV Sturm Chemnitz aus diesem hervorgegangen, nahm er mit seiner Mannschaft folgerichtig mit weiteren 26 Gaumeistern an der im K.-o.-System ausgetragenen Endrunde um die Mitteldeutsche Meisterschaft teil. Da die am 27. Februar 1927 in der 1. Vorrunde vorgesehene Begegnung mit dem FC Wacker Gera nicht zur Austragung kam, qualifizierten sich beide Vereine für die 1. bzw. 2. Zwischenrunde. Mit dem 6:0-Sieg über den Weißenfelser FV Schwarz-Gelb erreichte seine Mannschaft das Halbfinale, in dem der Dresdner SC mit 3:2 bezwungen werden konnte. Das am 1. Mai 1927 gegen den VfB Leipzig ausgetragene Finale hingegen wurde mit 0:4 verloren. Mit 3:2 gegen den VfB Leipzig gewann der Chemnitzer BC zuvor jedoch den Mitteldeutschen Pokal, dessen Gewinn zur Teilnahme an der Endrunde um die Deutsche Meisterschaft berechtigte. Sein einziges Endrundenspiel bestritt er am 8. Mai 1927 auf dem Fürther Sportplatz am Ronhofer Weg bei der 1:5-Achtelfinalniederlage gegen den späteren Deutschen Meister 1. FC Nürnberg.

### Auswahlmannschaft
Als Spieler der Auswahlmannschaft des Verbandes Mitteldeutscher Ballspiel-Vereine nahm er am Wettbewerb um den Bundespokal, dem Pokalwettbewerb der Auswahlmannschaften der Regionalverbände, teil. Das am 6. März 1927 im Bahrenfelder Stadion in Altona erreichte Finale gegen die Auswahlmannschaft des Norddeutschen Fußball-Verbandes wurde durch den von Alfred Köhler vom VfB Leipzig in der 87. Minute erzielten Siegtreffer zum 1:0 entschieden.

## Erfolge
- Zweiter der Mitteldeutschen Meisterschaft 1927
- Meister Gau Mittelsachsen 1927
- Mitteldeutscher Pokalsieger 1927
- Bundespokal-Sieger 1927